# استوديو ديفنينس للأنسجة
استوديو ديفنينس للأنسجة (Definiens Tissue Studio) هو تطبيق برمجي لتحليل الصورة في علم الأمراض الرقمية قامت بتطويره وتسويقه شركة ديفنينس أيه جي (ميونخ، ألمانيا). الاستخدام المقصود من استوديو ديفنينس للأنسجة هو العلامات البيولوجية لـلبحوث القابلة للتطبيق في عينات أنسجة الفورمالين الثابتة التي يتم التعامل معها على أنها فحوصات تلوين مناعية، أو الهيماتوكسلين واليوزين (H&E).
يعد المفهوم الجوهري من استوديو ديفنينس للأنسجة هو استخدامه كواجهة مستخدم تسهل التعلم الآلي من أمثلة صور التشريح المرضي الرقمية لاستخلاص حل تحليل الصورة المناسب لقياس المؤشرات الحيوية والسمات النسيجية في مناطق الاهتمام المحددة سابقًا على أساس خلية تلو الأخرى وفي أجزاء الخلايا الفرعية. بعد ذلك، يتم تطبيق حل تحليل الصورة المشتق بطريقة تلقائية على الصور الرقمية السابقة لقياس مجموعات مميزات الصورة متعددة البارامترات بموضوعية. تُستخدم مجموعات البيانات هذه للاستيعاب الأعمق للعمليات البيولوجية التي تتسبب في السرطان والأمراض الأخرى. I تتم معالجة الصور وتحليل البيانات على شبكة محلية على سطح مكتب الحاسوب أو على شبكة الخادم.
يعتمد استوديو ديفنينس للأنسجة على تقنية شبكة إدراك ديفنينس، والتي طورها في الأساس الدكتور جيرد بينيج (Gerd Binnig) الحائز على جائزة نوبل في الفيزياء عام 1986م.

## وصلات خارجية
- Definiens Tissue Studio Web Page
- Digital Pathology Blog
- Microscopy and Lab Analysis
- Scientific Computing World
- Advance for Laboratory Professionals